# Tempel von Garni

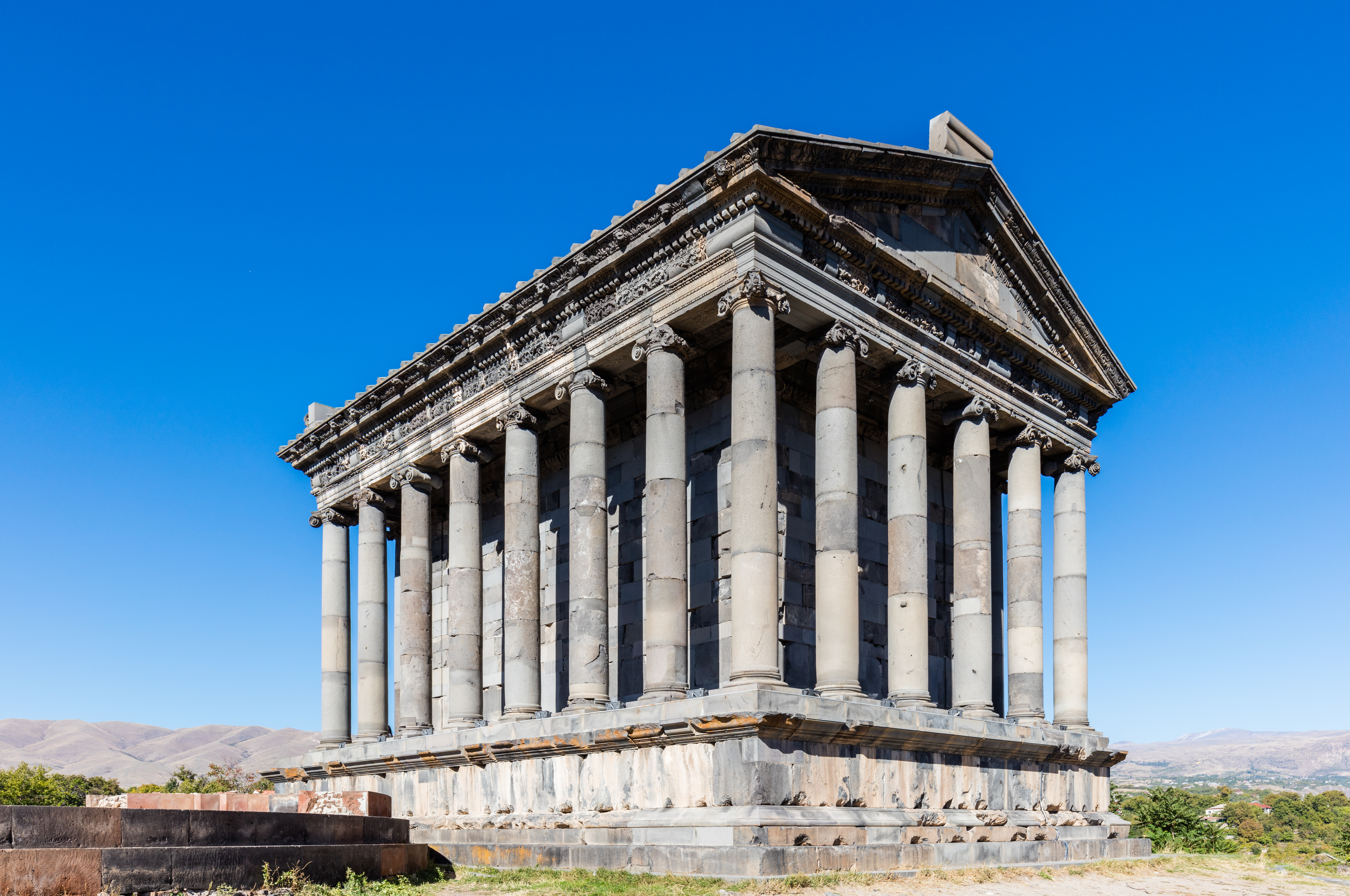
Tempel von Garni

Garni (armenisch Գառնի) ist ein Tempelkomplex in der Provinz Kotajk in Armenien, ungefähr 32 km südöstlich von Jerewan bei der Kleinstadt Garni gelegen.
Seit 2025 ist der Tempel auf der Vorschlagsliste für das UNESCO-Welterbe.

## Geschichte
Die ersten Spuren menschlicher Besiedlung datieren auf das dritte vorchristliche Jahrtausend und gruppieren sich um eine leicht zu verteidigende Schleife des Azat. Im 8. Jahrhundert vor Christus eroberte der urartischen König Argišti I. das Gebiet. Die erste schriftliche Erwähnung einer Festung, die über Garni thront, stammt von römischen Geschichtsschreiber Tacitus aus der Mitte des ersten Jahrhunderts v. Chr. Eine Ausgrabung der Überreste erfolgte erstmals 1909–1910, die sowjetische Archäologen 1949 fortführten. Die Ausgrabung ergab, dass die genannte Festung bereits viel früher als Sommerresidenz für die armenischen Königshäuser der Orontiden und Artaxiden errichtet wurde, wahrscheinlich im 3. Jahrhundert v. Chr. Die Festung von Garni (lateinisch Gorneas) war der letzte Zufluchtsort des Mithridates, wo er und seine Familie von seinem Stiefsohn und Neffen Rhadamistos ermordet wurden. Mehrere Gebäude konnten innerhalb des befestigten Gebietes identifiziert werden, zum Beispiel der zweigeschössige Sommerpalast, ein Bäderkomplex, eine Kirche aus dem Jahr 897 n. Chr., ein Friedhof und das bekannteste und besterhaltene Gebäude, ein graeco-römischer Tempel von ionischer Komposition.

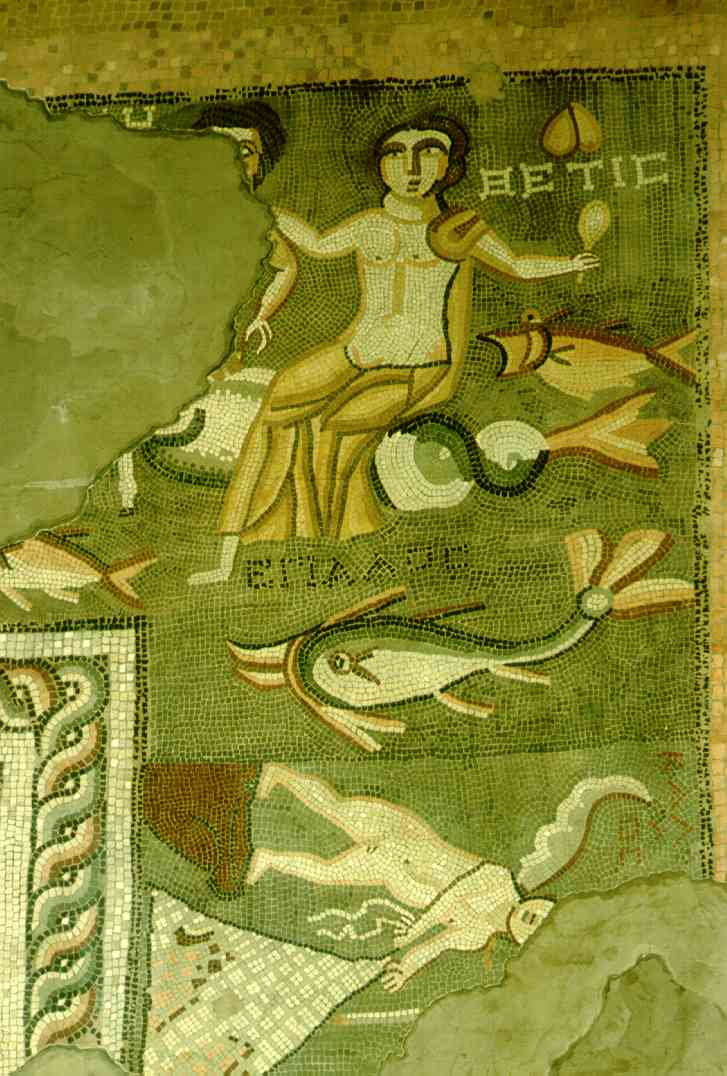
Mosaik am Boden des Badehauses in Garni

Der Bäderkomplex im nördlichen Teil des Ausgrabungsgeländes verfügt über ein gut erhaltenes Hypokaustum und auf einem seiner Gänge ein Mosaik von klar hellenistischem Typus. Es beinhaltete Darstellungen griechischer mythologischer Figuren wie Tethys, Okeanos, Thetis (Mutter des Achilleus). Die Begleitinschrift wurde in Koine verfasst: ΜΗΔΕΝ ΛΑΒΟΝΤΕΣ ΗΡΓΑΣΑΜΕΘΑ (wir arbeiteten ohne etwas dafür zu erhalten).

## Ausgrabungen
Die systematische Ausgrabung der Stätte hat sechs Siedlungsschichten zu Tage befördert. Die ältesten Spuren stammen aus der jungsteinzeitlichen Periode. Eine Schicht aus der Bronze- und Eisenzeit wird von drei klar mittelalterlichen Schichten gekrönt. Der Befestigungsring ist aus großen Basaltblöcken zusammengefügt, die bis zu sechs Tonnen wiegen. Die Ringmauern wurden in einer Länge von 314 m freigelegt und offenbaren einige rechteckige Türme, von denen zwei an das antike Eingangstor angeschlossen sind.

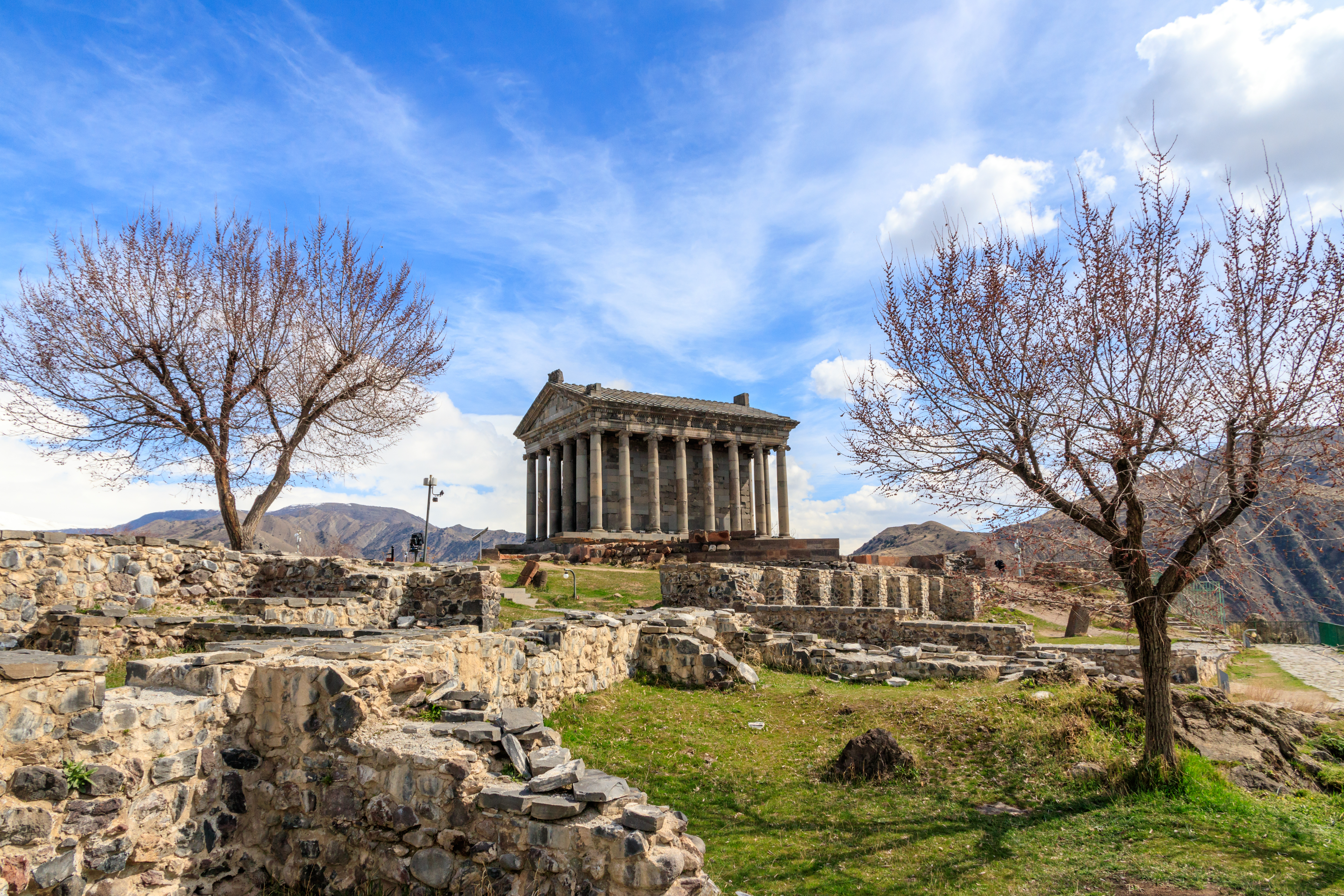
Blick über das Ausgrabungsgelände

Der Tempel befindet sich am Rande einer natürlichen Erhebung. Er wurde 1909–1910 ausgegraben. Es wird vermutet, dass der Tempel von König Tiridates I. erbaut wurde, wahrscheinlich mit Geld, das er von Kaiser Nero während seines Besuchs in Rom erhalten hatte. Im Jahr 1945 wurden griechische Inschriften bezüglich der Erbauung des Tempels von Martiros Sarjan auf dem Friedhof gefunden. Die Inschriften deuteten auf Tiridates als Erbauer des Tempels hin. Die Inschriften meinen wahrscheinlich Tiridates I. von Armenien, wohingegen einige Historiker wie Hakob Manandjan meinen, es handele sich um Tiridates III. von Armenien.
Das Bauwerk ist ein Peripteraltempel auf einer begradigten Grundfläche und war wahrscheinlich dem Gott Mihr geweiht. Das Gebälk wird von 24 ionischen Säulen getragen. Anders als bei anderen griechisch-römischen Tempeln besteht es aus Basalt. Einer anderen Auslegung der bestehenden literarischen Zeugnisse sowie Münzfunden zufolge begann der Bau des Tempels 115 n. Chr. Der Anlass zum Bau wäre dann wahrscheinlich die Eingliederung Armeniens als Provinz in das Römische Reich. Der Tempel würde dann wahrscheinlich eine Statue des Kaisers Trajan beherbergt haben. In den letzten Jahren ist eine weitere Theorie entstanden: Demnach sollte der Tempel als Grab einer armenisch-römischen Persönlichkeit angesehen werden, wahrscheinlich das des Sohemus. Wenn dies zutrifft, wurde der Tempel 175 n. Chr. erbaut. Der Tempel wurde 1386 durch Timur geplündert. Im Jahr 1679 wurde er durch ein Erdbeben zerstört. Der Großteil der originalen Bausubstanz verblieb aber bis zum 20. Jahrhundert an Ort und Stelle, was einen Wiederaufbau des Gebäudes zwischen 1969 und 1975 möglich machte.
Nach der Bekehrung Armeniens zum Christentum wurden einige Kirchen und der Palast eines Katholikos innerhalb der Befestigungen gebaut. Diese liegen heute allerdings auch in Ruinen.

## Galerie

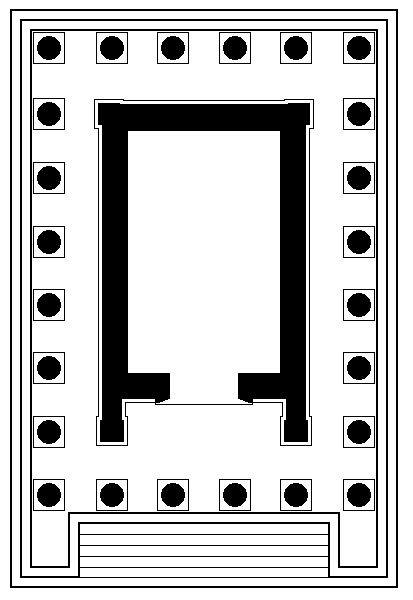
Grundriss
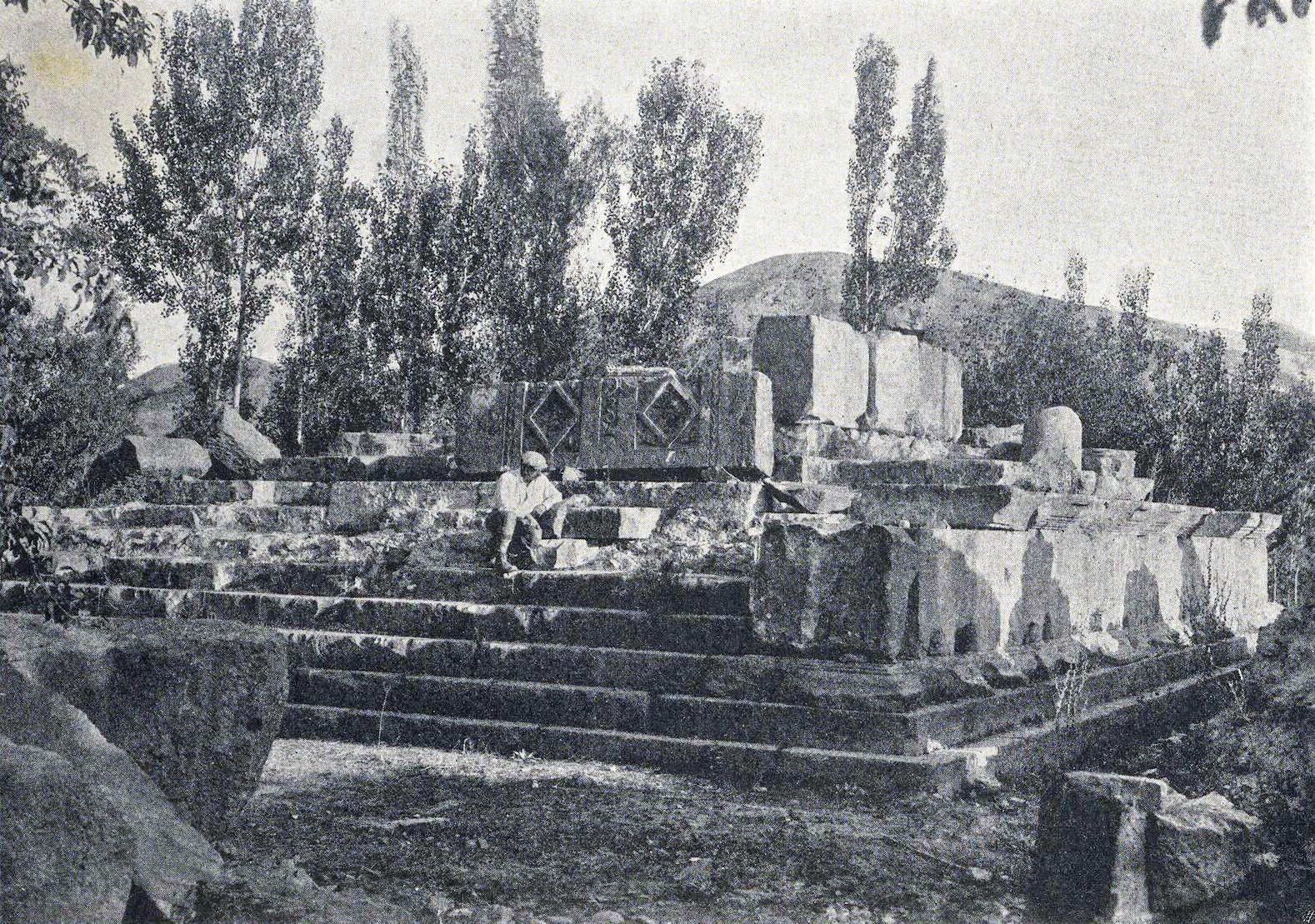
Zustand im frühen 20. Jhd.
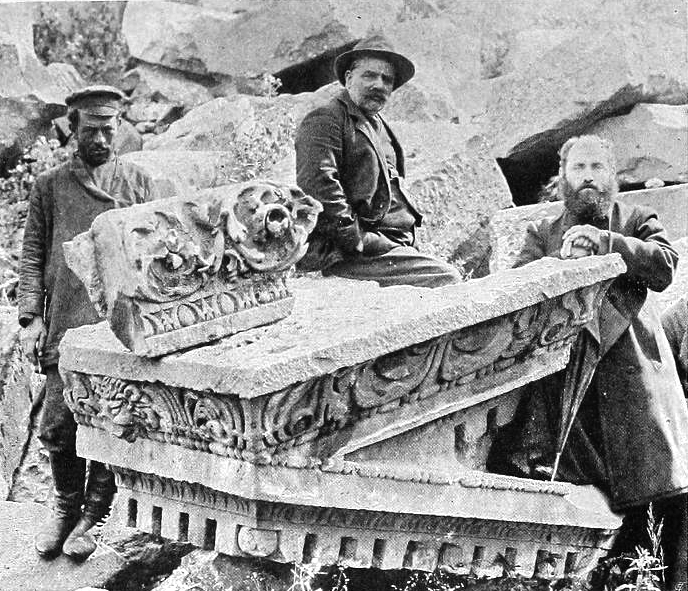
Zwischen den Ruinen, frühes 20. Jhd.
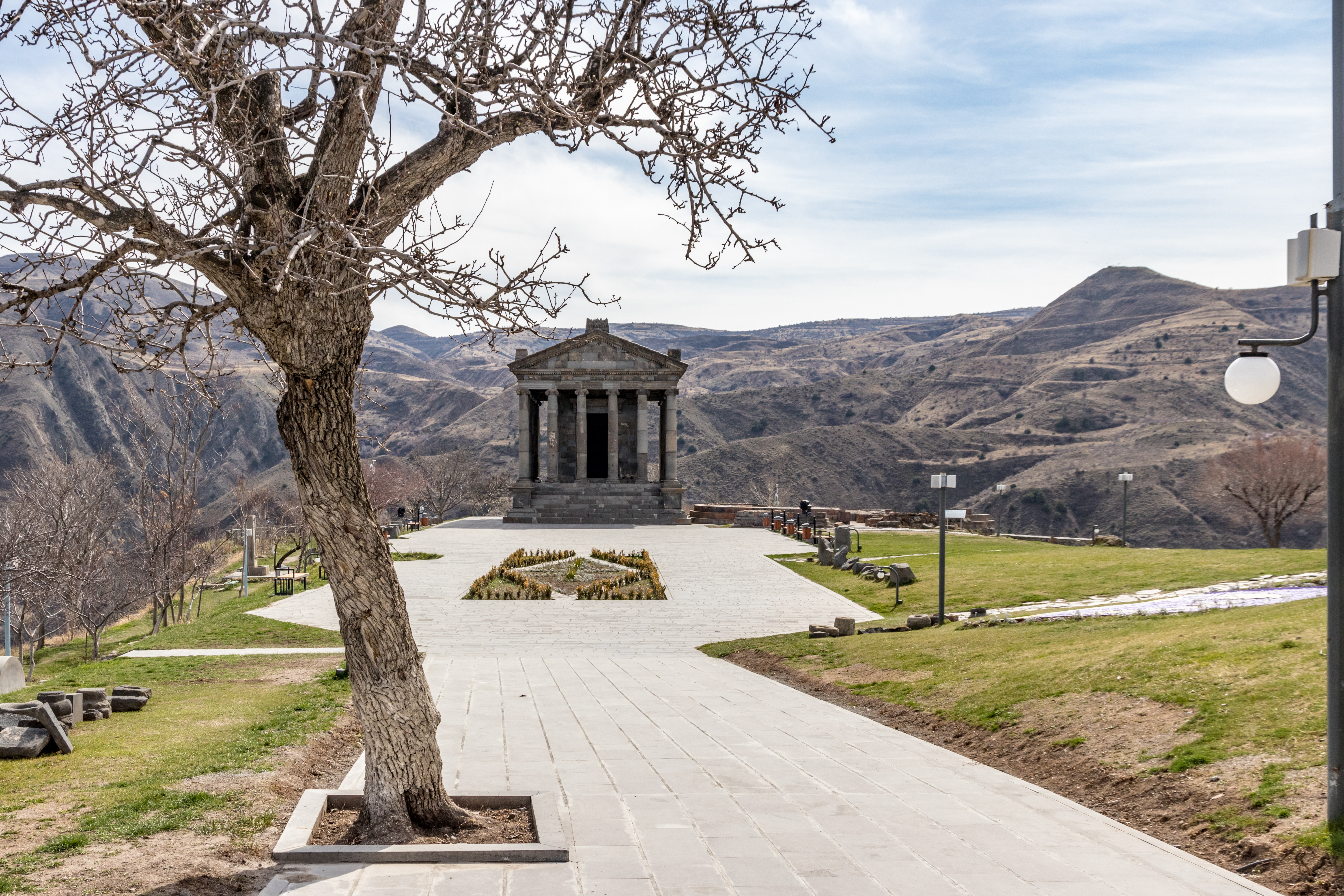
Weg zum Tempel (2018)
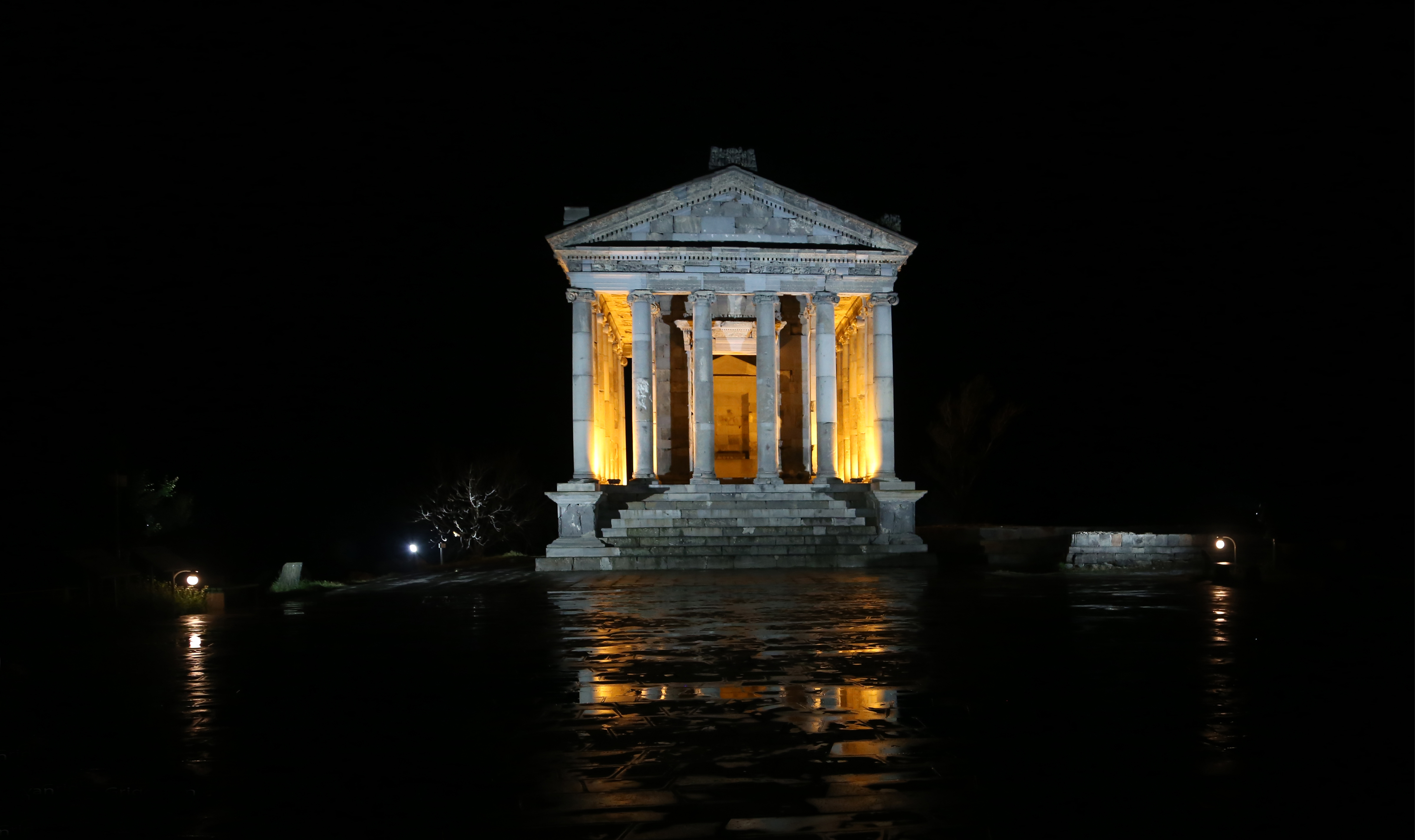
Nächtliche Beleuchtung (2014)
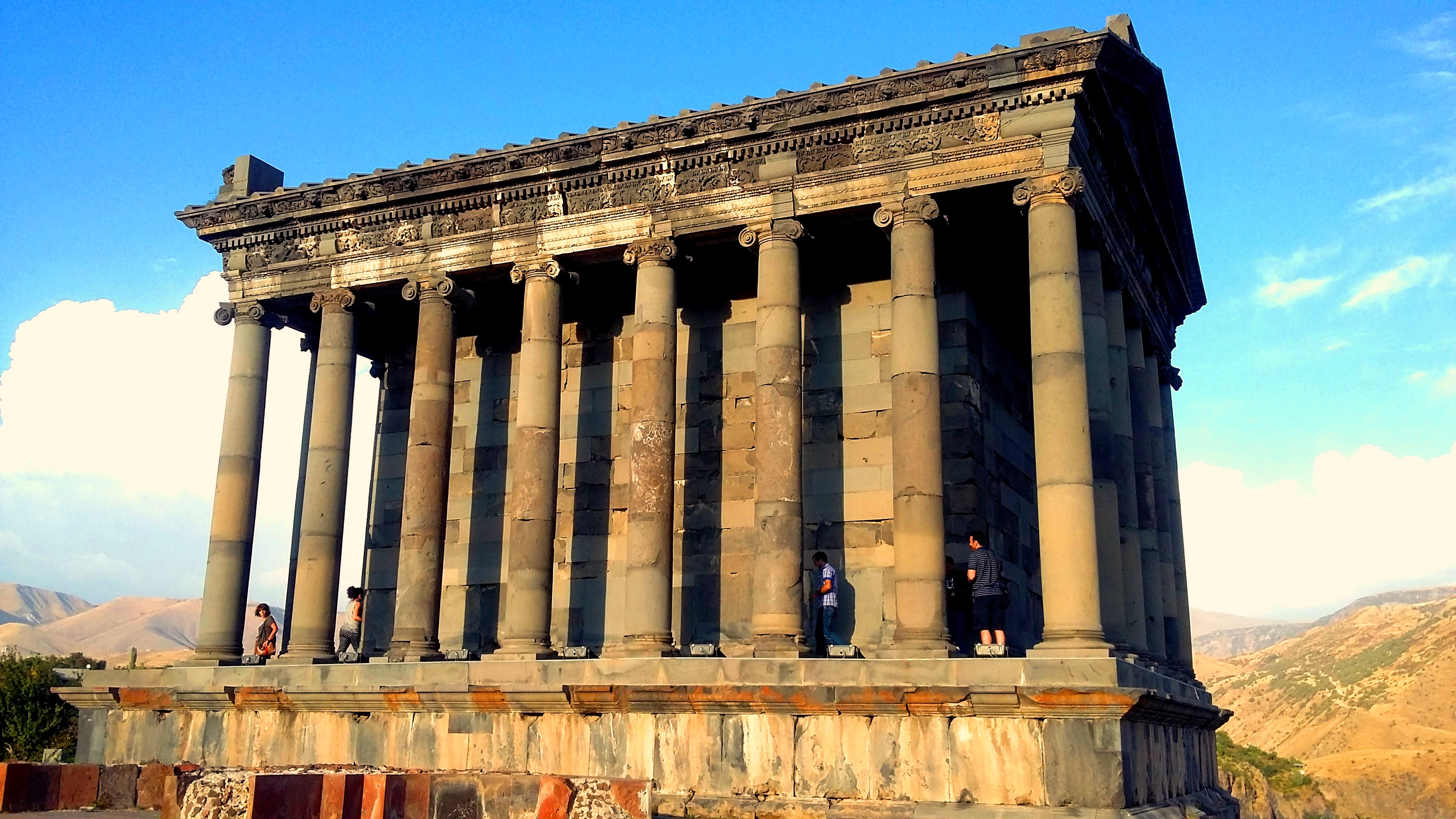
Seitenansicht (2015)
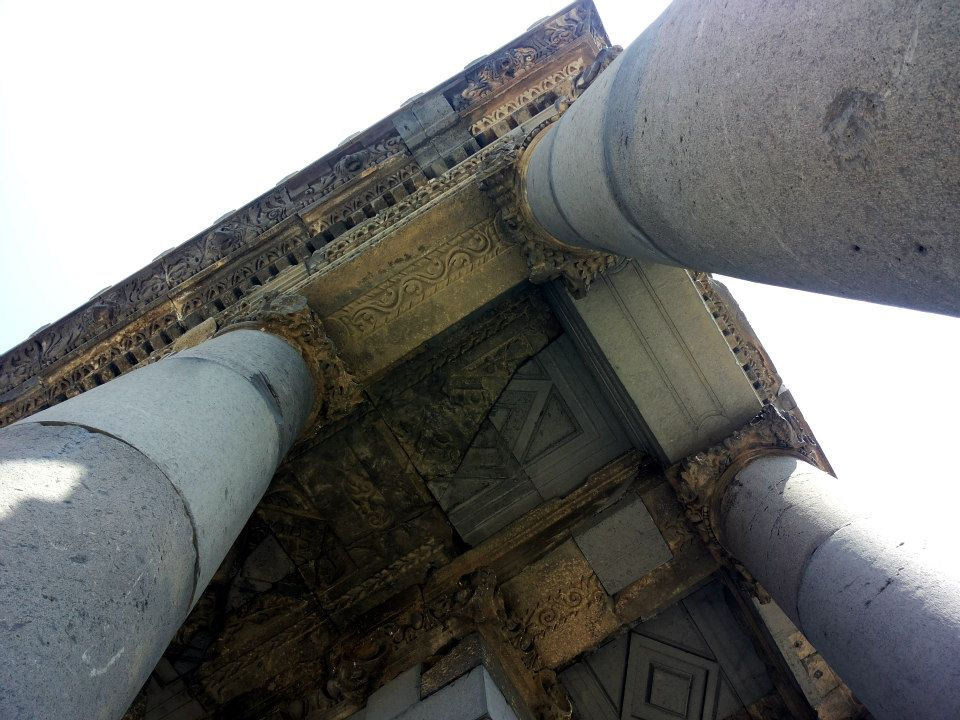
Rekonstruierte Decke (2016)
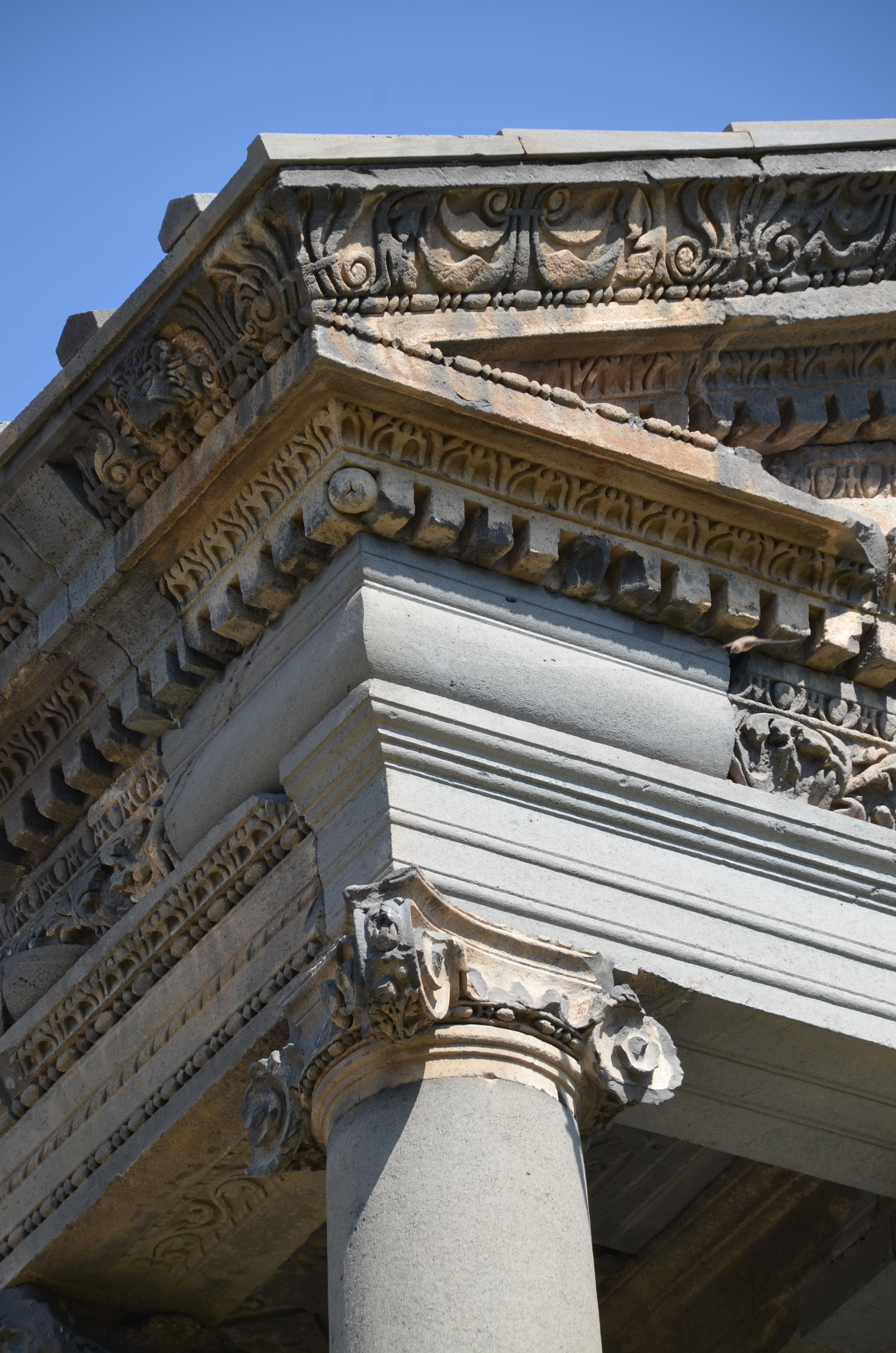
Details (2018)